# Sphaerophoria cylindrica
Sphaerophoria cylindrica là một loài ruồi trong họ Ruồi giả ong (Syrphidae). Loài này được Say mô tả khoa học đầu tiên năm 1824. Sphaerophoria cylindrica phân bố ở miền Tân bắc